# Brändögrunden
Brändögrunden är öar i Finland. De ligger i Finska viken och i kommunen Sjundeå i landskapet Nyland, i den södra delen av landet. Öarna ligger omkring 39 kilometer väster om Helsingfors.
Arean för den av öarna koordinaterna pekar på är 0,4 hektar och dess största längd är 100 meter i sydöst-nordvästlig riktning. Närmaste större samhälle är Kyrkslätt, 12,3 km nordost om Brändögrunden.